# Jürgen Bremer (Politiker)

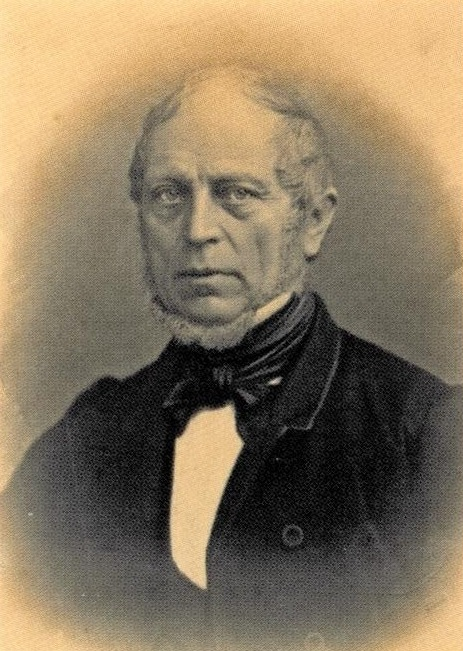
Jürgen Bremer

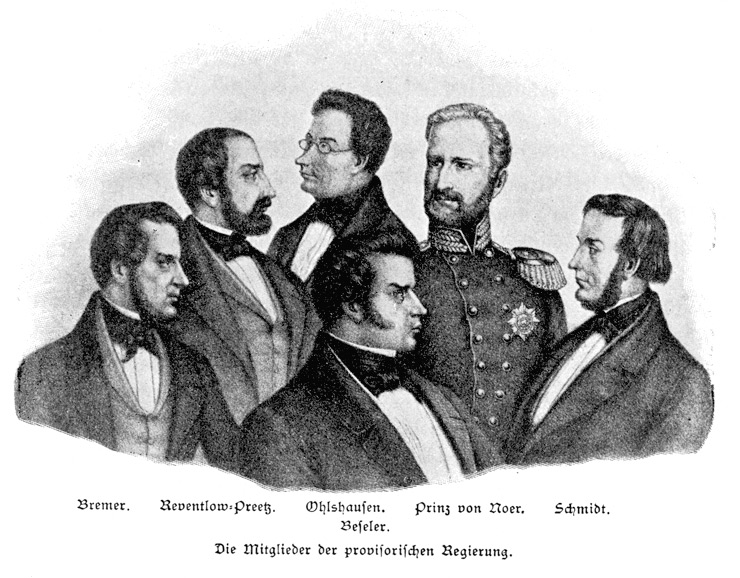
Provisorische Regierung Schleswig-Holstein 1848

Jürgen Bremer (* 25. Mai 1804 in Adelby; † 20. November 1874 in Flensburg) war Rechtsanwalt und deutscher Politiker des Herzogtums Schleswig. Er vertrat die Stadt Eckernförde als Abgeordneter in der Schleswigschen Ständeversammlung. 1848 wurde er Mitglied der Provisorischen Regierung Schleswig-Holsteins.

## Leben
Nach dem Besuch der Lateinschule in Flensburg immatrikulierte Bremer sich an der Juristischen Fakultät der Universität Kiel und legte nach erfolgreichen Studium seine juristische Staatsprüfung ab und wurde anschließend nach dem Vorbereitungsdienst 1828 Rechtsanwalt und Notar in Flensburg. Auf seine Initiative ist die Gründung des Martinsstifts, einer "Rettungsanstalt für sittlich verwahrloste Kinder", zurückzuführen. Ferner gehörte er dem Armenkollegium an und arbeitete in berufsständischen Organisationen mit.
Nach seiner Wahl zum Abgeordneten der Schleswigschen Ständeversammlung durch die wohlhabenden Bürger der Stadt Eckernförde betrieb er in dieser Funktion deutsch-gesinnte Politik für ein geeintes Schleswig-Holstein.
Nach der Schleswig-Holsteinischen Erhebung gegen Dänemark wurde er 1848 als Repräsentant Nordschleswigs zum Justizminister in der provisorischen Regierung Schleswig-Holsteins ernannt.
Nach dem Scheitern der Erhebung musste er zunächst seine Heimat verlassen und wurde Richter in Braunschweig und Lübeck. 1864 kehrte Bremer nach Flensburg zurück und wurde dort Erster Bürgermeister. Bereits nach sechs Monaten trat er wieder zurück.

## Ehrungen
Der Bremerplatz (Lage) in Flensburg ist nach ihm benannt und in Kiel die Bremerstraße.

## Schriften
- Ueber den Verfall und die Wiederherstellung der landständischen Freiheit in Schleswig-Holstein. Vieweg, Braunschweig 1831.
- Kurzgefaßte Beschreibung und Geschichte von Schleswigholstein für den Bürger und Landmann und zum Gebrauche in Schulen. Fränckel, Oldenburg 1844.
- Ueber die Ursachen und die Bedeutung des Krieges zwischen Deutschland und Dänemark. Bruhn Schleswig 1849.
- Die Bestimmungen des Dänischen Königsgesetzes in Beziehung auf die Erbfolge. Langhoff, Hamburg 1851.
- Rechtsgutachten über die wider den Professor G. G. Gervinus erhobene Anklage wegen Aufforderung zum Hochverrath und wegen Gefährdung der öffentlichen Ruhe und Ordnung. Schwetschke, Braunschweig 1853.
- Der dritte März des Jahres 1460. Die Feststellung des Schleswig-Holsteinischen Staatsrechts bei der Wahl Christians I. vor vierhundert Jahren und der Zustand rechtloser Willkür im Jahre 1860. Schwetschke, Braunschweig 1860.
- Geschichte Schleswig-Holsteins bis zum Jahre 1848. Schröder, Kiel 1864.